# Ronald F. Maxwell
Ronald F. (Ron) Maxwell (ur. 5 stycznia 1949 w Clifton) – amerykański niezależny reżyser, scenarzysta i producent filmowy.

## Życiorys
Kształcił się w instytucie filmowym przy New York University. Jest członkiem krajowych stowarzyszeń zrzeszających scenarzystów i reżyserów, a także Amerykańskiej Akademii Sztuki i Wiedzy Filmowej. Pracował przy różnych produkcjach telewizyjnych, w 1976 zadebiutował jako reżyser filmu telewizyjnego. W 1981 nakręcił kinowy The Night the Lights Went Out in Georgia, w którym zagrali m.in. Dennis Quaid i Mark Hamill.
W 1993 wyreżyserował trwający ponad cztery godziny Gettysburg. Został także autorem scenariusza, powstałego na podstawie książki Michaela Shaary The Killer Angels, nagrodzonej Nagrodą Pulitzera. Produkcję tę sfinansowała spółka medialnego potentata Teda Turnera. Dziesięć lat później nakręcił prequel tego filmu zatytułowany Generałowie w oparciu o powieść Jeffa Shaary Gods and Generals.

## Wybrana filmografia
- 1976: Sea Marks
- 1978: Verna: U.S.O. Girl
- 1980: Little Darlings
- 1981: The Night the Lights Went Out in Georgia
- 1984: Kidco
- 1986: Nie wierzcie bliźniaczkom 2
- 1987: In the Land of the Poets
- 1993: Gettysburg
- 2003: Generałowie
- 2007: Resistencia: The Civil War in Nicaragua
- 2013: Copperhead